# Förskär
Förskär är inom snickeri är en liten kniv som skär av fibrer längs eller tvärs huvudfiberriktningen för att möjliggöra/underlätta hyvelstålets arbete. Förskär förekommer på bland annat en falshyvel.